# Minas de Riotinto
Minas de Riotinto é um município da Espanha na província de Huelva, comunidade autónoma da Andaluzia, de área 24 km² com população de 4281 habitantes (2007) e densidade populacional de 193,27 hab/km².

## Demografia
| Variação demográfica do município entre 1981 e 2021 | Variação demográfica do município entre 1981 e 2021 | Variação demográfica do município entre 1981 e 2021 | Variação demográfica do município entre 1981 e 2021 | Variação demográfica do município entre 1981 e 2021 | Variação demográfica do município entre 1981 e 2021 |
| --------------------------------------------------- | --------------------------------------------------- | --------------------------------------------------- | --------------------------------------------------- | --------------------------------------------------- | --------------------------------------------------- |
| 1981                                                | 1991                                                | 2001                                                | 2001                                                | 2011                                                | 2021                                                |
| 6099                                                | 5480                                                | 4621                                                | 4621                                                | 4126                                                | 3784                                                |